# Salak (Randuagung)
Salak is een bestuurslaag in het regentschap Lumajang van de provincie Oost-Java, Indonesië. Salak telt 3811 inwoners (volkstelling 2010).